# 萬徳寺 (台東区)
萬徳寺（まんとくじ）は、東京都台東区にある浄土宗の寺院。

## 歴史
創建年代は不明であるが、明然（1492年寂）によって開山された。明然の寂年から、戦国時代に創建されたものと推測される。
元々は上野国新田郡徳川村（現・群馬県太田市）に位置していたが、その後三河国額田郡岡崎（現・愛知県岡崎市）に移転、徳川家康の江戸入府を機に、江戸湯島に移転した。発祥の地の関係もあってか、松平・徳川氏に連動するような形で移転している。
1683年（天和3年）、御用地として収用されたため、現在地に移転した。
境内には、木曽御嶽信仰の指導者一心行者（文政四年十月二日死去、行年六十七歳）や尾張の国学者・吉川楽平の墓碑などがある。

## 交通アクセス
- 日比谷線三ノ輪駅2番出口より徒歩7分（経路案内）。
- 日比谷線入谷駅4番出口より徒歩8分（経路案内）。